# Ministerio de la Producción (Argentina)
El Ministerio de la Producción de la Argentina fue una cartera ministerial de la Administración Pública Nacional, dependiente del Poder Ejecutivo Nacional, con competencia en materia productiva. Estuvo activo entre 2002 y 2003.
Fue creado por el Decreto 355/2002 del presidente Eduardo Duhalde, dictado el 21 de febrero de 2002 y publicado al día siguiente.
Por el Decreto 1283/2003 de Duhalde (rubricado el 24 de mayo de 2003 y publicado el 27 del mismo mes y año), se unificaron los Ministerios de Economía y de la Producción; el primero cambió su denominación por «Ministerio de Economía y Producción» y el segundo por «Ministerio de Planificación Federal, Inversión Pública y Servicios».